# Muriwai Beach

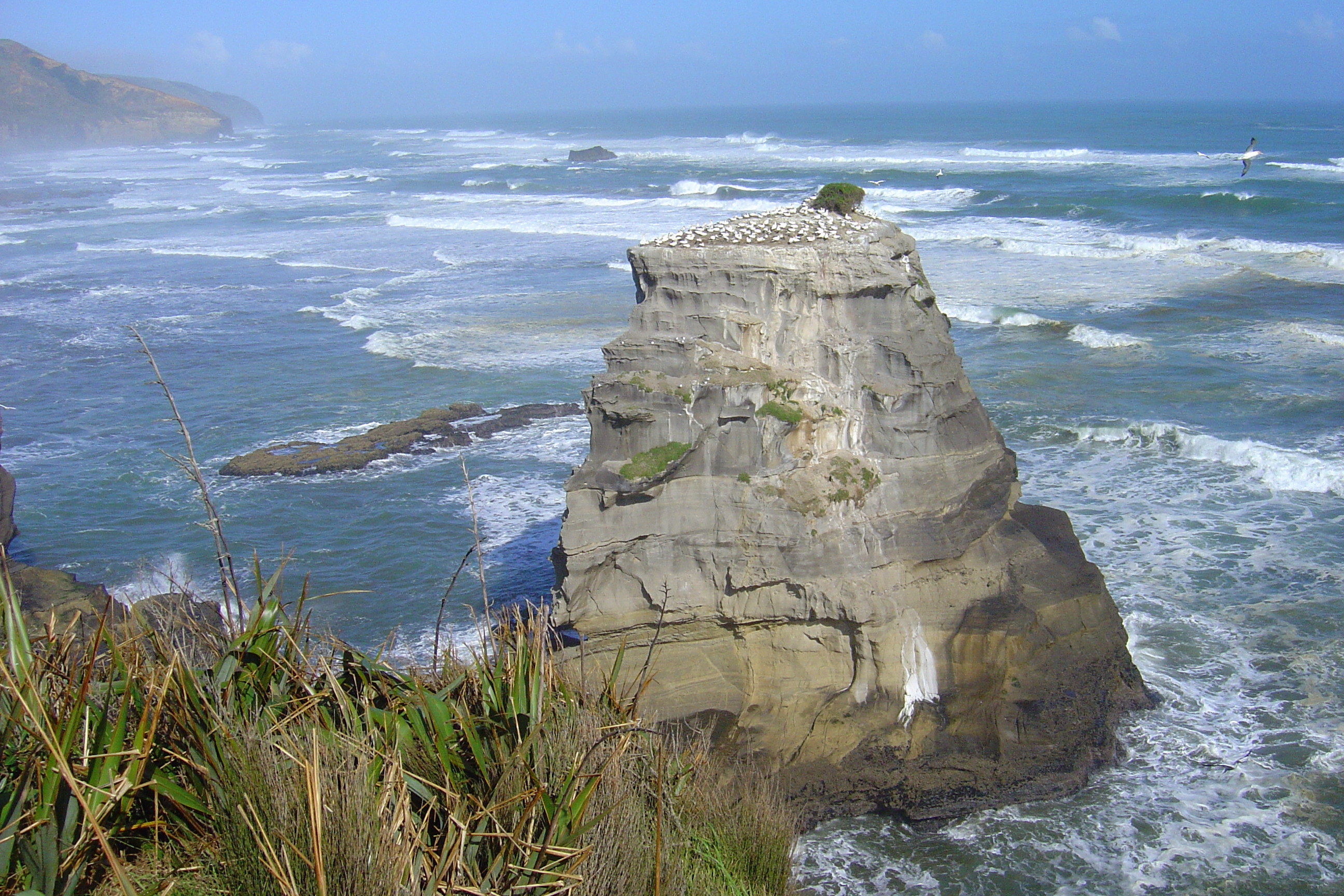
Tölpel-Kolonie an der Muriwai Beach

Muriwai Beach ist eine Siedlung im Stadtgebiet vom Auckland Council an der Westküste der Nordinsel von Neuseeland. Sie Siedlung zählte bis zur Eingemeindung zum 1. November 2010 zum Rodney District.

## Namensherkunft
Muriwai lässt sich zusammensetzen aus den Begriffen „muri“ für Ende und „wai“ für Wasser.

## Geographie
Muriwai Beach befindet sich rund 29 km westlich des Stadtzentrums von Auckland an der Westküste der Northland Peninsula. Die Siedlung bildet den Abschluss eines rund 50 km langen Strandes, der sich von der Mündung des Kaipara Harbour bis nach Muriwai Beach erstreckt und zur Siedlung hin ebenfalls Muriwai Beach genannt wird. Bis zum Eingang zum Manukau Harbour im Südosten sind es rund 24 km.

## Geologie
Sand und Felsen sind vulkanischen Ursprungs, die mit vielen Konkretionen und Schichten Klippen bilden. In einem der Felsen befindet sich ein Blowhole, das bei geeigneter Brandung Wasser nach oben auswirft. Die Küste ist wegen ihres schwarzen, eisenhaltigen Sandes bekannt. Dieser stammt aus der Verwitterung alter Vulkane in der Gegend. Dieses schwarze Material wird durch die Strömungen von Süden her die Westküste hinaufgetragen.

## Tourismus
Als einer von mehreren beliebten Erholungsorten der Region, wie Piha und Karekare, wird der Strand der Siedlung hauptsächlich von Erholungssuchenden aus Auckland besucht.

## Sport
Surfen ist neben Schwimmen eine der beliebtesten Freizeitaktivitäten am Strand. Hinzu kommen Parasailing und Hängegleiten, für das der vorherrschende Westwind oft gute Bedingungen bietet. Strandsegler werden an der Küste vermietet. Angeln ist ebenfalls beliebt, aber wegen der starken Brandung an vielen Stellen gefährlich. Ausflüge in den angrenzenden Busch werden durch Plankenwege erleichtert. Für Mountain-Biker gibt es Strecken in den Kiefernwald des Hinterlandes, hier insbesondere Downhill- und Freeride-Strecken.

## Natur
Die Māori Bay im Süden wird von Muriwai Beach durch steile Klippen und Felsen getrennt. Hier besteht die einzige Kolonie von Australischen Tölpeln, in Māori Takapu genannt, in der Region. Ein großer Teil des Gebietes am Südende des Strandes ist Teil des Muriwai Beach Regional Park.

## Fotogalerie

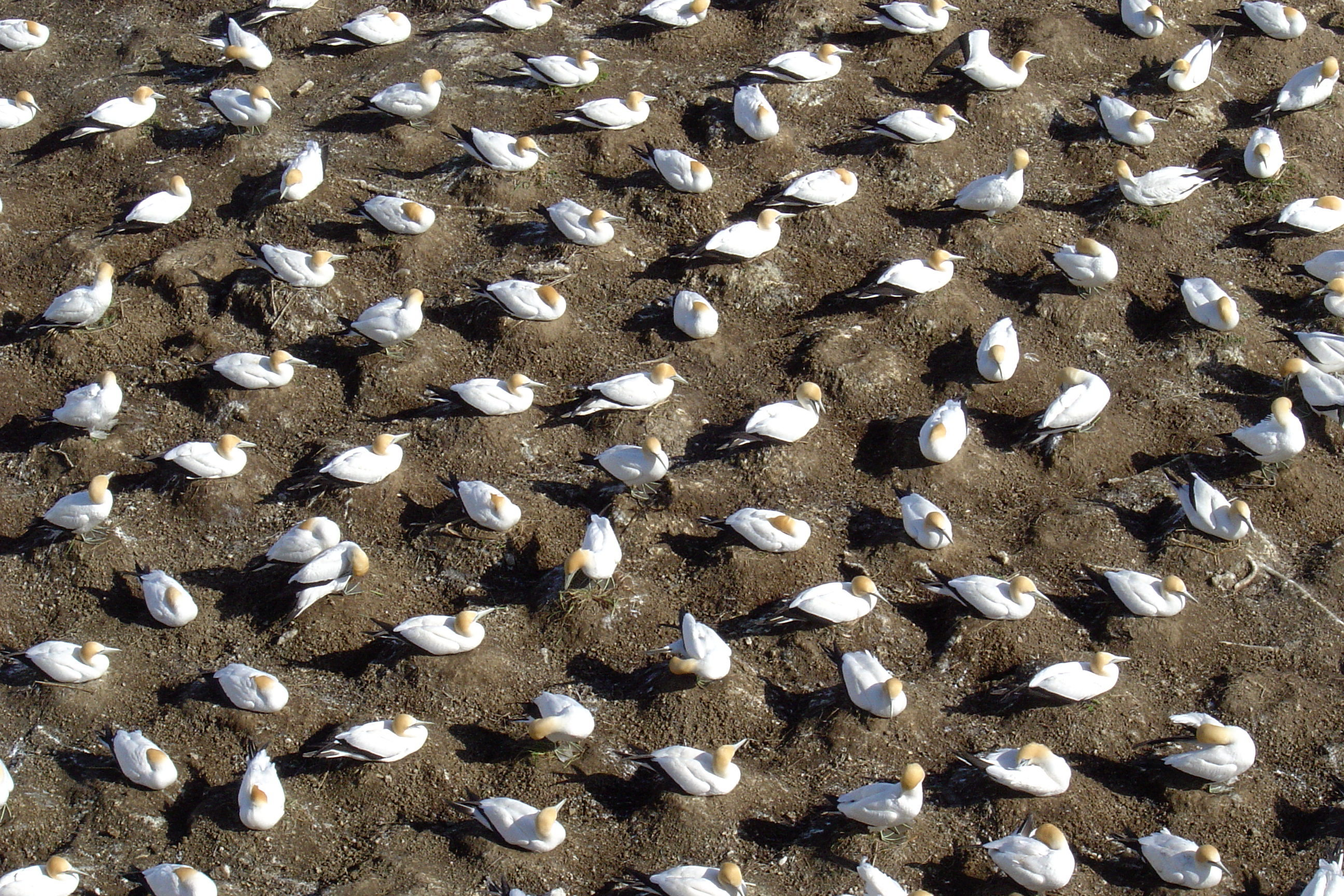
Nistende Tölpel
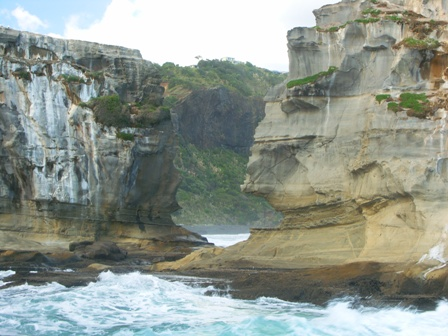
Tölpelkolonie, Māori Bay im Hintergrund
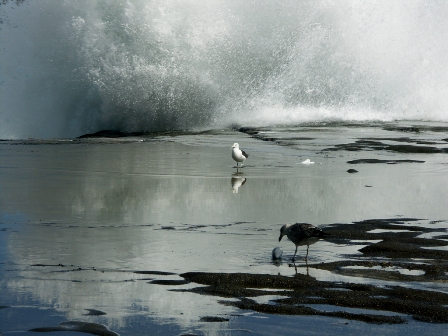
'Muriwai Energy' gefährliche Brandung auf den flachen Felsen
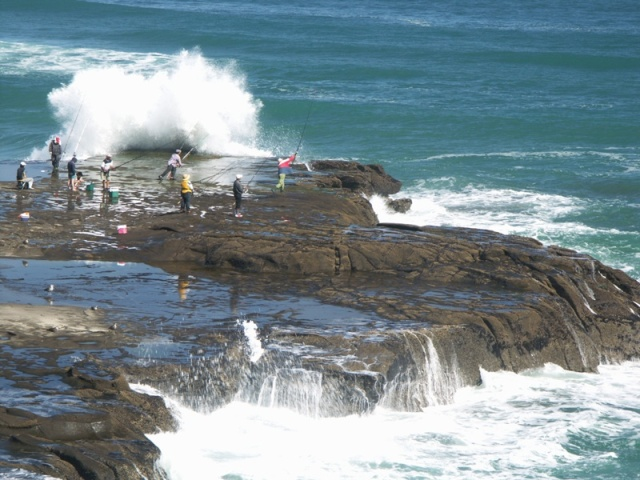
"Extrem-Angeln" bei Muriwai
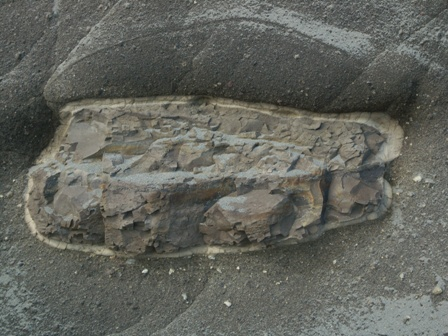
Konkretion - ein marines Fossil
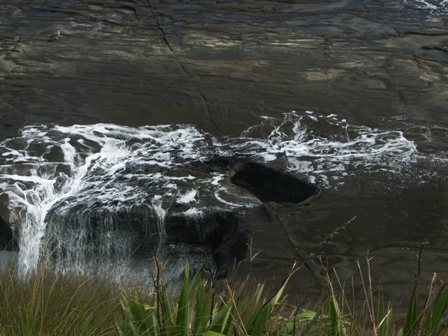
Blowhole